# Chambray-lès-Tours
 Chambray-lès-Tours  es una población y comuna francesa, situada en la región de  Centro, departamento de Indre y Loira, en el distrito de Tours y cantón de Chambray-lès-Tours.

## Demografía
| 1810 | 3126 | 5644 | 7357 | 8190 | 10 275 |
| Para los censos de 1962 a 1999 la población legal corresponde a la población sin duplicidades (Fuente: INSEE [Consultar]) |      |      |      |      |        |